# Équipe cycliste TI-Raleigh
TI-Raleigh est une équipe cycliste néerlandaise qui a existé de 1967 à 1983. À ses débuts et jusqu'en 1974, l'équipe court avec une licence britannique. La formation est présente dans le peloton professionnel de 1972 à 1983.
Parrainée par TI-Raleigh (issu de la fusion de Tube Investments et Raleigh), l'équipe est dirigée à partir de 1974, par l'ancien cycliste néerlandais Peter Post. Pendant dix saisons, elle est l'une des équipes les plus performantes de la scène internationale, et est considérée par certains suiveurs comme la première "super équipe" de l'histoire du cyclisme, car elle est alors capable de gagner dans différents types de courses avec plusieurs coureurs différents. 
De nombreux champions néerlandais et non néerlandais ont porté le maillot jaune-rouge-noir de TI-Raleigh, notamment Gerben Karstens, Dietrich Thurau, Hennie Kuiper, Gerrie Knetemann, Jan Raas, Henk Lubberding, Johan van der Velde et Joop Zoetemelk. 
Sur le Tour de France, l'équipe remporte 56 victoires d'étape de 1976 à 1983, dont dix lors de l'édition 1978 et onze lors de l'édition 1980. Ce Tour de France 1980 voit la victoire de son leader Joop Zoetemelk. La formation a également eu de nombreux succès dans les classiques : deux Tours des Flandres, un Paris-Roubaix, quatre Amstel Gold Race avec Jan Raas, quatre Gand-Wevelgem avec Lubberding, Raas, Frank Hoste et Leo van Vliet, trois Grands Prix d'Automne (ancien nom de Paris-Tours) avec Raas (deux fois) et Ludo Peeters.

## Histoire de l'équipe

### Les origines et les débuts

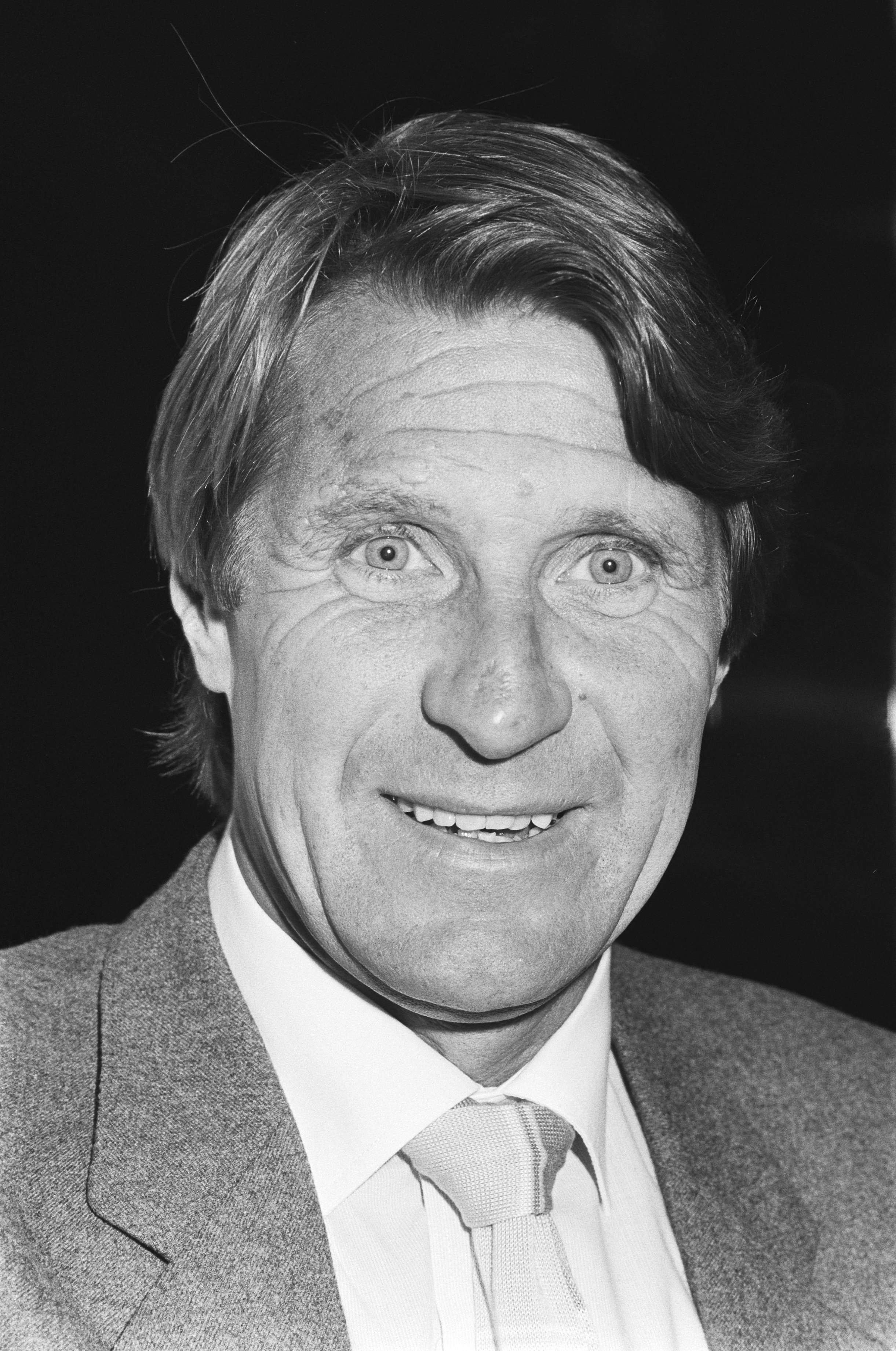
Le directeur sportif Peter Post en 1982

En 1960, TI-Raleigh, un fabricant de vélos basé à Nottingham, reprend la société Carlton Craft Frame, dirigée par Gerald O'Donovan. En 1963, l'implication de Carlton et d'O'Donovan dans le sponsoring d'équipes cycliste commence, et en 1967, les activités sportives de l'équipe Carlton-BMB sont lancées. L'équipe est renommée plus tard TI-Carlton et court uniquement sur le circuit britannique. En 1972, la marque Carlton est remplacée par Raleigh, et l'équipe est renommée TI-Raleigh. Elle est initialement dirigée par John Larcombe, Arthur Metcalfe et George Shaw et la formation continue à courir principalement sur le territoire britannique. En 1974, la société TI-Raleigh, notamment grâce à l'adhésion du Royaume-Uni à la Communauté économique européenne, qui a eu lieu en 1973,  décide d'étendre son marché sur le continent tout en contribuant à la création d'une équipe de cycliste sur route. La gestion de la « nouvelle » TI-Raleigh, prête à faire ses débuts dans les compétitions européennes, est donc confiée à Peter Post, un ancien professionnel néerlandais qui avait pris sa retraite des compétitions deux ans auparavant.
La formation TI-Raleigh est composée en 1974 de 25 professionnels (4 ont rejoint l'équipe au cours de la saison), treize britanniques (dont beaucoup ont été prolongés de la saison précédente), onze néerlandais et un ouest-allemand. Parmi eux, l'effectif compte notamment René Pijnen, Tino Tabak et les néo-professionnels Bert Pronk, Roy Schuiten et Dietrich Thurau. Pendant la saison de nombreux succès sont venus des compétitions mineures. Les victoires les plus importants sont signées par Roy Schuiten, vainqueur de l'Étoile des Espoirs et du prestigieux contre-la-montre du Grand Prix des Nations, ainsi qu'un titre de champion du monde sur piste en poursuite individuelle. En 1975, l'affiliation de l'équipe est déplacée aux Pays-Bas. Ferdinand Bracke de Watney-Maes et le prometteur sprinteur néo-professionnel Jan Raas rejoignent l'équipe. La présence dans les grandes compétitions commence à devenir plus importante. L'équipe remporte le Grand Prix de Francfort avec Schuiten, une étape du Tour de Suisse avec Pronk et le Grand Prix de Zottegem avec Raas, en plus des victoires contre-la-montre de Schuiten dans le Grand Prix des Nations, le Grand Prix de Lugano et un nouveau titre de champion du monde de poursuite.

### 1976-1978: les premières grandes victoires

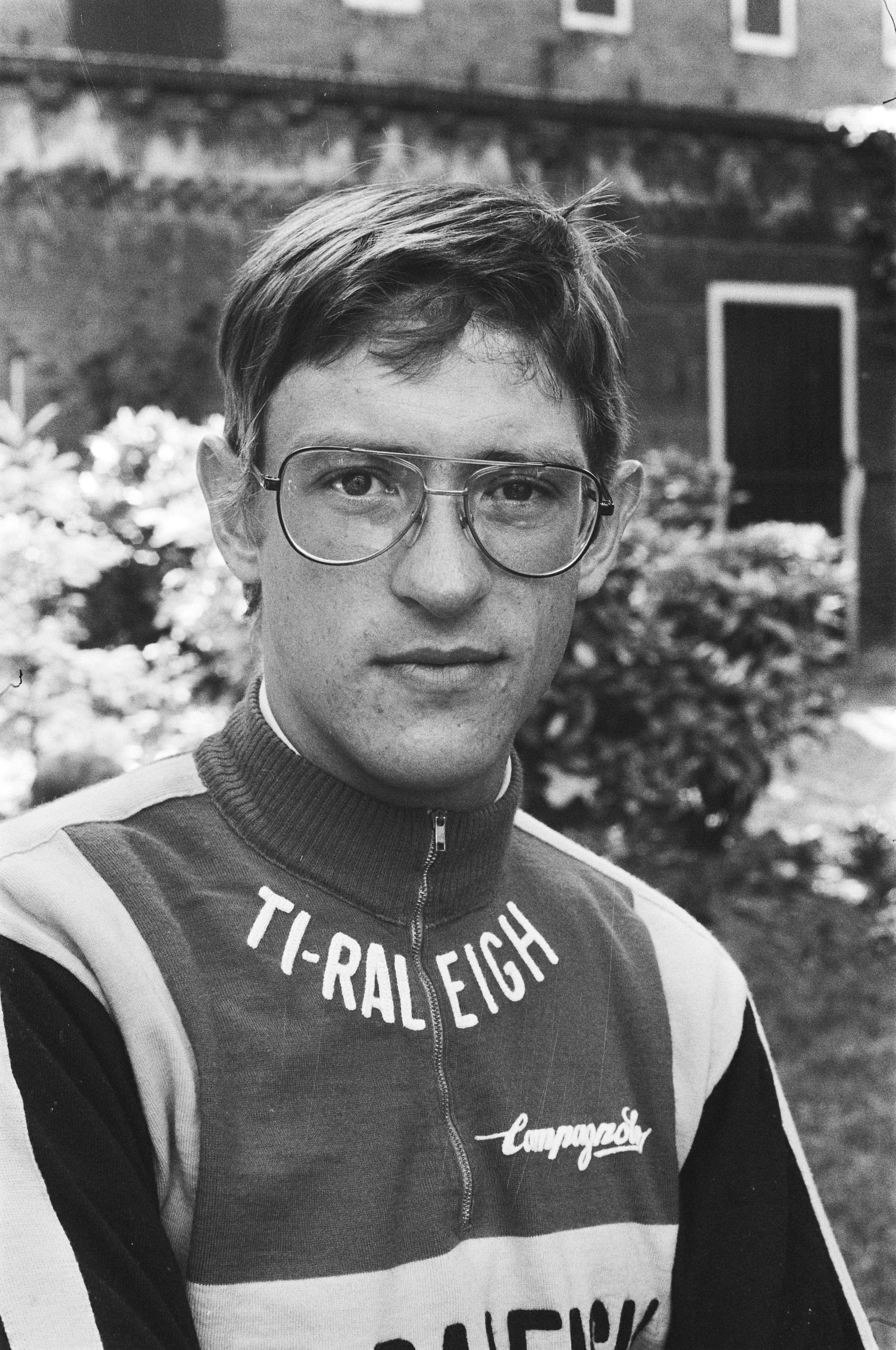
Gerrie Knetemann avec le maillot TI-Raleigh en 1977

1976 est l'année des débuts de TI-Raleigh au Tour de France. L'équipe s'est encore renforcée avec l'arrivée de l'expérimenté Gerben Karstens en provenance de Gitane-Campagnolo, du rouleur Gerrie Knetemann de Gan-Mercier-Hutchinson et du champion du monde en titre Hennie Kuiper de l'équipe Frisol-GBC. Jan Raas est champion des Pays-Bas, Knetemann remporte le Tour d'Andalousie et le Tour des Pays-Bas, tandis que Dietrich Thurau décroche cinq étapes et le classement par points du Tour d'Espagne et Kuiper gagne le classement général du Tour de Suisse. TI-Raleigh s'adjuge le contre-la-montre par équipes et trois étapes en ligne du Tour de France, une avec Kuiper et deux, dont la dernière sur les Champs-Élysées, avec Karstens.
En 1977, le néo-professionnel Henk Lubberding fait ses débuts dans équipe, tandis que tous les grands noms sont prolongés, à l'exception de Raas qui rejoint pour un an Frisol-Gazelle. La star de la saison est Dietrich Thurau. Après avoir remporté le Tour d'Andalousie (gagnant au passage huit des dix étapes), ainsi que le Grand Prix E3, l'Allemand remporte le prologue et quatre étapes du Tour de France, portant lors des dix-neuf premières étapes le prestigieux maillot jaune de leader du classement général. Il se classe finalement cinquième et meilleur jeune de la course. À ses triomphes se sont ajoutés dans ce Tour les succès d'étape de Kuiper et Knetemann (deux), la victoire au classement par équipe et la deuxième place finale de Kuiper à seulement 48 secondes du vainqueur Bernard Thévenet. Les autres succès notables sont venues de Knetemann sur le Grand Prix de Francfort et les Quatre Jours de Dunkerque et par Bert Pronk, vainqueur du Tour de Luxembourg et du Tour des Pays-Bas.

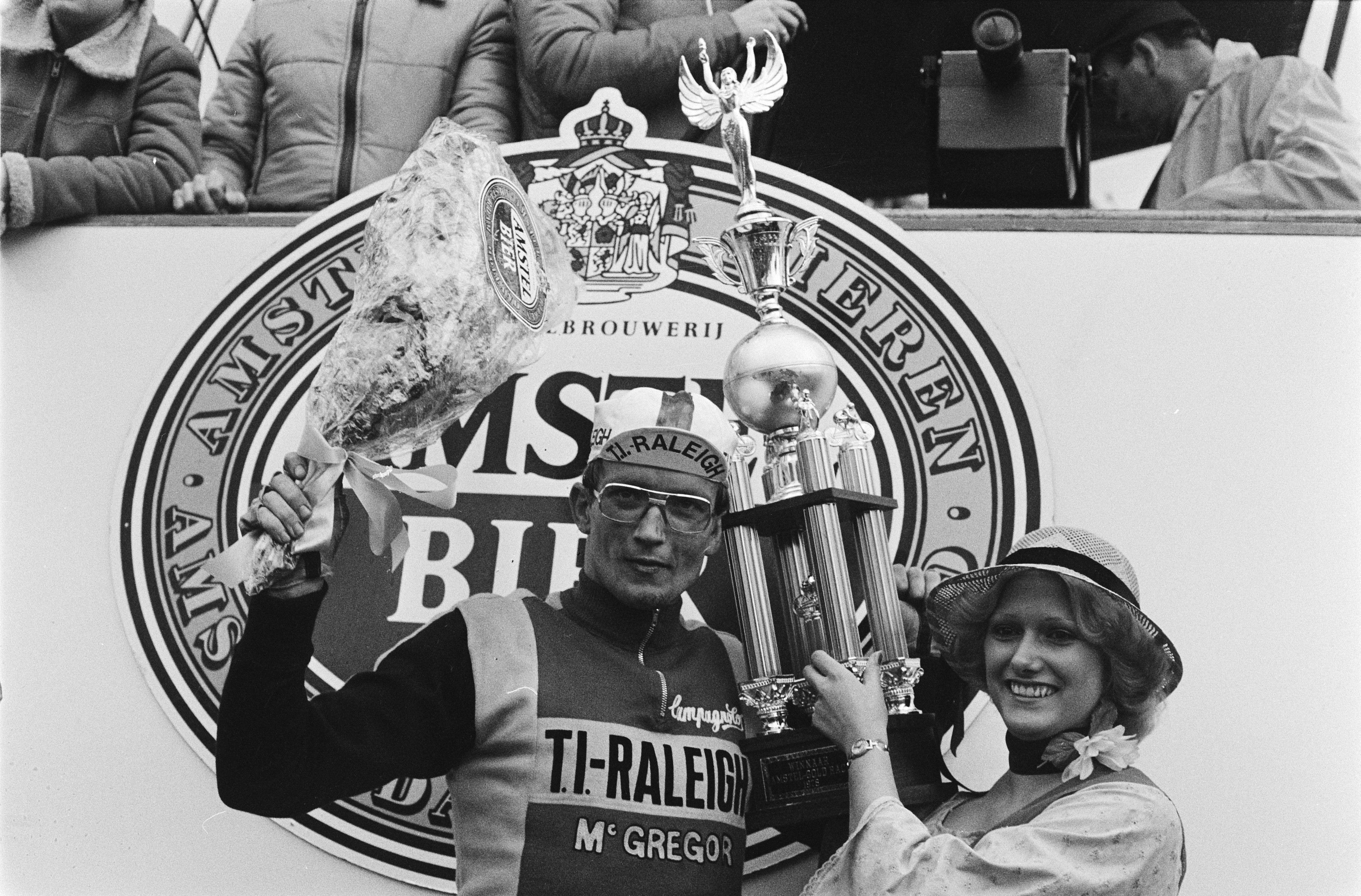
Jan Raas vainqueur de l'Amstel Gold Race 1978

En 1978, Raas fait son retour dans l'équipe. Cees Priem, Klaus-Peter Thaler et le néo-pro Johan van der Velde sont également recrutés, tandis que Thurau rejoint Ijsboerke-Gios. Cependant le nombre de victoires n'a pas diminué. La domination de l'équipe est particulièrement marquée sur le Tour de France, avec dix étapes de gagnées sur vingt-cinq - trois pour Raas, deux pour Knetemann et une pour Thaler, Lubberding (également meilleur jeune), Paul Wellens et Kuiper, auxquels s'ajoute le succès dans le contre-la-montre par équipes - et huit jours en jaune. Knetemann a également remporté le Tour méditerranéen, Paris-Nice et le championnat néerlandais et le championnat du monde du Nürburgring. Raas s'est imposé dans l'Amstel Gold Race, Paris-Bruxelles et LE Grand Prix d'Automne (ex-Paris-Tours) et terminé troisième de Paris-Roubaix. Van der Velde s'impose sur le Tour de Romandie et le Tour des Pays-Bas et Wellens sur le Tour de Suisse.

### 1979-1981: triomphes au Tour de France et sur les classiques
En 1979, Gerben Karstens prend sa retraite sportive et Hennie Kuiper rejoint Peugeot-Esso-Michelin, tandis que Bert Oosterbosch fait ses débuts professionnels. Jan Raas réalise une grande saison. Au printemps, il  remporte le Grand Prix E3, le Tour des Flandres et, pour la troisième fois, l'Amstel Gold Race (devant son coéquipier Henk Lubberding). Par la suite, il gagne le Tour des Pays-Bas, le titre mondial à Valkenburg, ainsi qu'une étape au Tour de France. Cinq autres succès d'étapes sont ajoutés sur la Grande Boucle : deux contre-la-montre par équipes, deux avec Gerrie Knetemann (dont le prologue) et un avec Leo van Vliet. Wilfried Wesemael s'adjuge également le général du Tour de Suisse, course où Knetemann gagne quatre étapes.

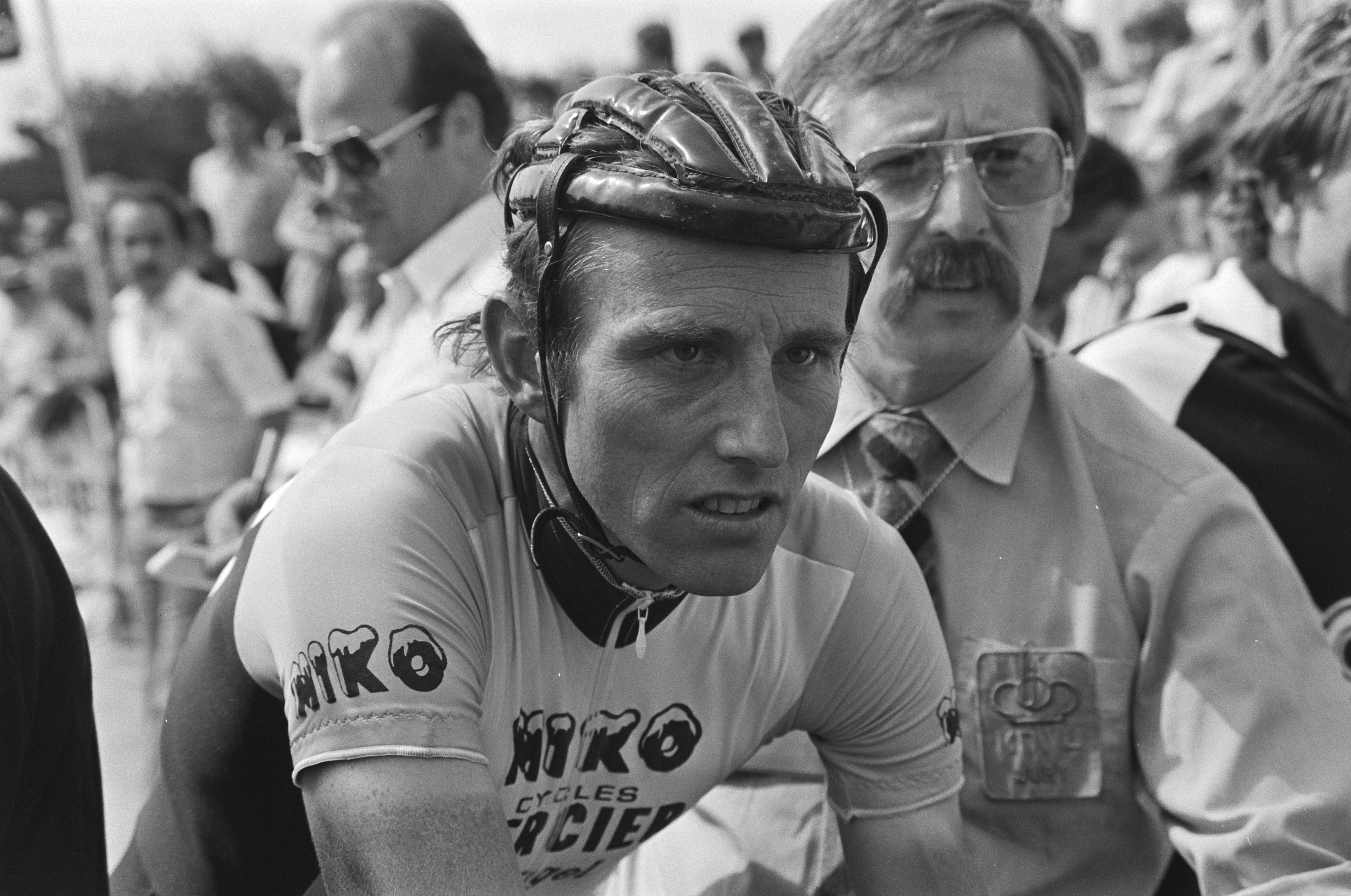
Joop Zoetemelk avec le maillot de Miko-Mercier en 1979

Pour la saison suivante, dans le but de remporter le Tour de France, l'expérimenté grimpeur néerlandais Joop Zoetemelk est engagé en provenance de Miko-Mercier-Vivagel. Il a déjà terminé cinq fois deuxième de la Grande Boucle (1970, 1971, 1976, 1978 et 1979). Lors du Tour de France 1980, il profite de l'abandon du champion en titre Bernard Hinault pour récupérer le maillot jaune à l'issue de la treizième étape. Il conserve la tête jusqu'à Paris et remporte le Tour, devançant son compatriote Hennie Kuiper de 6 minutes et 55 secondes. Dans cette édition du Tour, la domination du TI- Raleigh est encore plus imposante qu'en 1978. L'équipe remporte onze des vingt-cinq étapes, par Jan Raas (trois fois), Zoetemelk (deux contre-la-montre), Lubberding, Oosterbosch, Priem et Knetemann, en plus des deux contre-la-montre par équipes. Les autres victoires notables de l'équipe sont celles de Knetemann au Tour méditerranéen, au Tour de Belgique et au Tour des Pays-Bas, le succès de Henk Lubberding sur Gand-Wevelgem, de Raas au Grand Prix E3 et sur l'Amstel Gold Race (quatrième victoire consécutive pour lui) et de Johan van der Velde au Critérium du Dauphiné Libéré.
En 1981, l'équipe recrute Ludo Peeters et les jeunes Jacques Hanegraaf et Urs Freuler. Le leader Jan Raas s'est particulièrement démarqué au printemps, avec des victoires sur l'Étoile de Bessèges, le Circuit Het Volk, le Grand Prix E3 et Gand-Wevelgem, ainsi que la troisième place du Tour des Flandres. Le jeune Ad Wijnands est vainqueur du Tour de Belgique, de deux étapes du Tour de France et du Grand Prix de l'Escaut. Dans la Grande Boucle de cette année-là, dominée par Bernard Hinault, Zoetemelk manque le podium, terminant quatrième. La TI-Raleigh gagne sept étapes, en plus de celles de Wijnands, elle s'impose sur les deux contre-la-montre par équipe (conduisant à sept victoires consécutives dans la spécialité), deux avec Van der Velde et une avec Freuler. Knetemann est également maillot jaune pendant quatre jours. De plus, dans la saison, Van der Velde remporte Liège-Bastogne-Liège, avant d'être disqualifié pour dopage. Knetemann gagne le Tour des Pays-Bas, Oosterbosch les Quatre Jours de Dunkerque et Raas le Grand Prix d'Automne.

### 1982-1983: les victoires avec Raas et l'arrêt de l'équipe

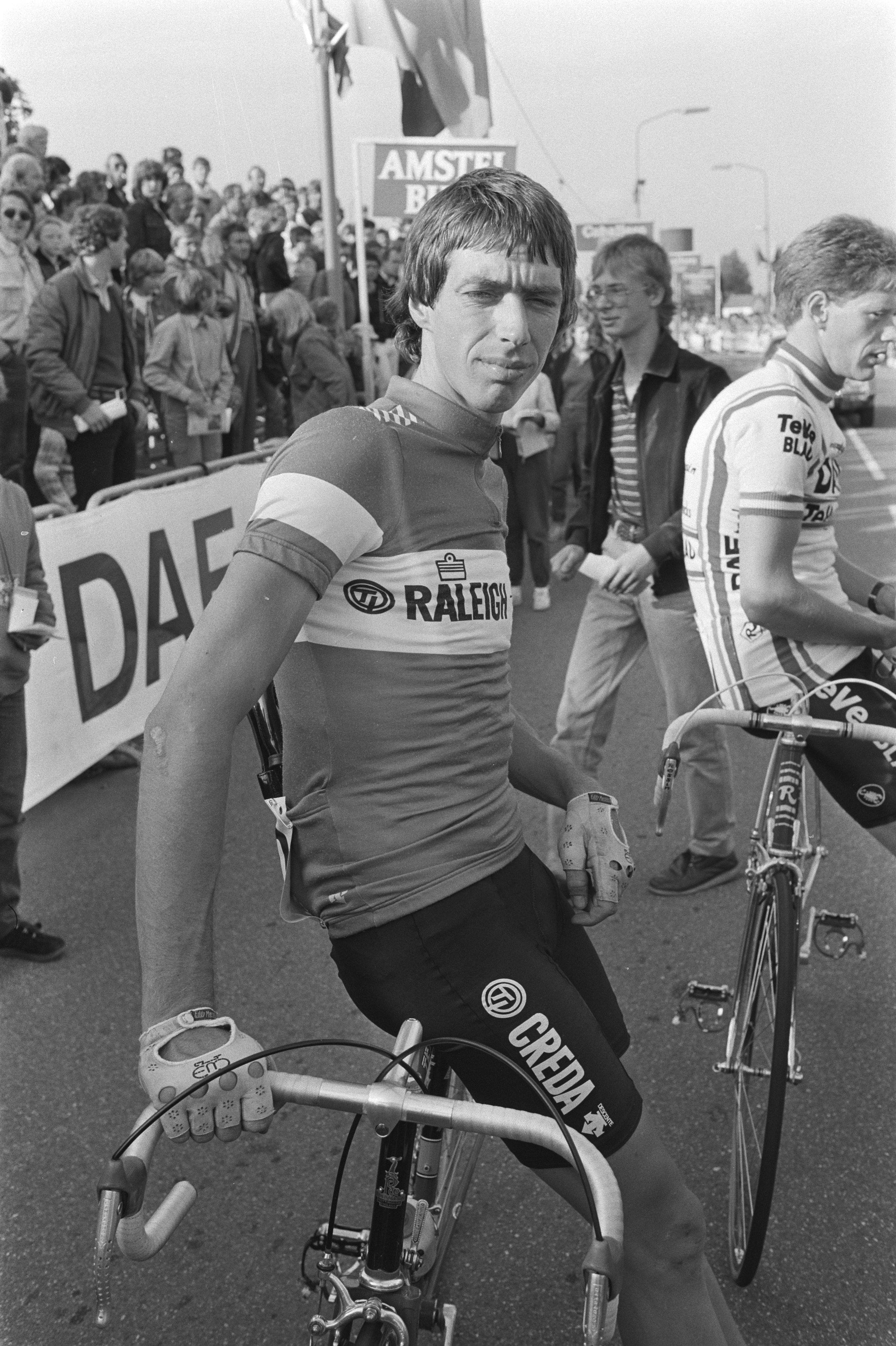
Johan van der Velde sous les couleurs de TI-Raleigh en 1982

En 1982, Joop Zoetemelk quitte l'équipe et retourne chez Coop-Mercier-Mavic dirigée par Jean-Pierre Danguillaume. Wilfried Wesemael et Urs Freuler sont également partant, tandis que Steven Rooks, 21 ans, fait ses débuts dans l'équipe. Au printemps, l'équipe obtient plusieurs succès. Gerrie Knetemann remporte les Trois Jours de La Panne, Frank Hoste gagne Gand-Wevelgem et les Quatre Jours de Dunkerque, Jan Raas s'impose en solitaire sur le prestigieux Paris-Roubaix et décroche sa cinquième victoire sur l'Amstel Gold Race (record) après avoir devancé au sprint Stephen Roche. Lors du Tour de France, le leader Johan van der Velde prend la troisième place de la finale, derrière Hinault et Zoetemelk. TI-Raleigh ajoute six succès d'étape, avec Knetemann (deux), Peeters (qui porte également le maillot jaune pendant une journée), Raas, Hoste et le contre-la-montre par équipes. En fin d'année, Jacques Hanegraaf s'impose sur Paris-Bruxelles. 
En 1983, Peter Winnen, Adri van Houwelingen et Theo de Rooij rejoignent l'équipe tandis que Frank Hoste et Steven Rooks s'en vont. Les courses de printemps ont à nouveau donné aux cyclistes TI-Raleigh de nombreuses victoires. Bert Oosterbosch remporte l'Étoile de Bessèges et la première et unique édition du Tour of America à Washington. Gerrie Knetemann gagne le Tour méditerranéen, Cees Priem les Trois Jours de La Panne, Jan Raas le Tour des Flandres (devant son coéquipier Peeters), Leo van Vliet Gand-Wevelgem (devant Raas) et les Quatre Jours de Dunkerque, Johan van der Velde le Championnat de Zurich et Peeters, comme en 1982, s'impose sur le Grand Prix de Francfort. Sur le Tour de France, Peter Winnen remporte l'étape de l'Alpe d'Huez et prendre la troisième place finale. Le reste de l'équipe remporte trois étapes supplémentaires (deux avec Oosterbosch et une avec Henk Lubberding) et le classement par équipes. La victoire de Peeters sur le Grand Prix d'Automne conclut la saison. 
À la fin de l'année, TI-Raleigh cesse le parrainage. Jan Raas quitte son mentor Peter Post et contribue à la création d'une nouvelle équipe, sponsorisée par Kwantum Hallen-Yoko et dirigée par Guillaume Driessens, Jan Gisbers et Walter Godefroot. Six coureurs suivent dans la nouvelle équipe, Hanegraaf, Peeters, Priem, Van Houwelingen, Van Vliet et Wijnands. Raas se retire de la compétition en 1985 et prend la direction de l'équipe, qui en 1996 est devenue l'équipe Rabobank après plusieurs changements de sponsors. De son côté, Peter Post continue sa carrière de directeur sportif  avec un nouveau sponsor, donnant naissance à l'équipe Panasonic-Raleigh. Il est accompagné par l'autre directeur sportif Jules de Wever et sept coureurs, Ludo De Keulenaer, De Rooij, Johan Lammerts, Lubberding, Oosterbosch, Gerard Veldscholten et Winnen. La formation de Post reste active jusqu'en 1994, après être devenue Novemail-Histor.

## L'équipe et le dopage
Günter Haritz est contrôlé positif lors du Tour d'Espagne 1976 et doit quitter la course après l'analyse de l'échantillon B.
En 1981, Johan van der Velde remporte Liège-Bastogne-Liège. Il est cependant disqualifié de la course en raison du résultat positif du test antidopage : à la suite d'une première analyse positive de l'échantillon, Van der Velde demande une contre-expertise, qui confirme le résultat le 5 juin 1981. Van der Velde est déclaré positif à la nortestostérone, autre nom pour désigner la nandrolone, une hormone proche de la testostérone. Il écope d'une suspension conditionnelle de 1 mois et d'une amende de 1 250 florins. En raison du caractère conditionnel de la suspension, Van der Velde peut continuer une saison 1981 brillante (notamment plusieurs victoires d'étapes sur différentes courses à étapes de premier plan entre les mois de mai et septembre 1981).

## Principales victoires

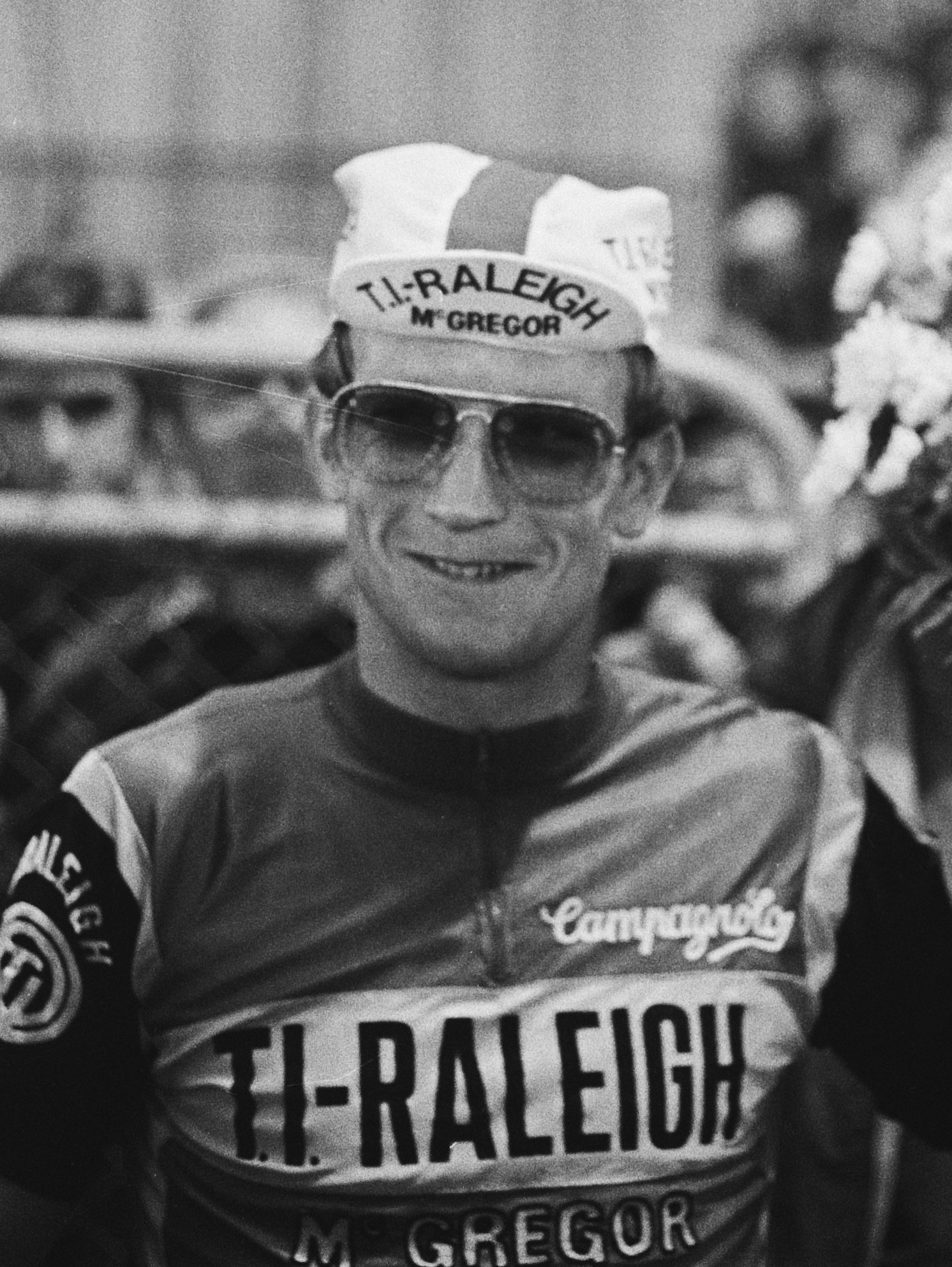
Jan Raas avec le maillot de l'équipe lors du Tour de France 1978.

### Compétitions internationales
- Championnats du monde sur route : 2
  - Course en ligne : 1978 (Gerrie Knetemann) et 1979 (Jan Raas)

- Championnats du monde sur piste : 4
  - Poursuite : 1974, 1975 (Roy Schuiten) et 1979 (Bert Oosterbosch)
  - Keirin : 1982 (Gordon Singleton)

- Championnats d'Europe sur piste : 2
  - Américaine : 1974 (René Pijnen) et 1976 (René Pijnen et Günther Haritz)

### Classiques
En gras les victoires sur les cinq classiques « Monuments ».
- Grand Prix des Nations : Roy Schuiten (1974 et 1975)
- Grand Prix de Francfort : Roy Schuiten (1975), Gerrie Knetemann (1977) et Ludo Peeters (1982 et 1983)
- Paris-Tours : Jan Raas (1978 et 1981) et Ludo Peeters (1983)
- Amstel Gold Race : Jan Raas (1978, 1979, 1980 et 1982)
- Paris-Bruxelles : Jan Raas (1978), Jacques Hanegraaf (1982)
- Tour des Flandres : Jan Raas (1979 et 1983)
- Gand-Wevelgem : Henk Lubberding (1980), Jan Raas (1981), Frank Hoste (1982) et Leo van Vliet (1983)
- Circuit Het Volk : Jan Raas (1981)
- Paris-Roubaix : Jan Raas (1982)
- Championnat de Zurich : Johan van der Velde (1983)

### Courses par étapes
- Tour des Pays-Bas : Gerrie Knetemann (1976, 1980, 1981), Bert Pronk (1977), Johan van der Velde (1978), Jan Raas (1979) et Adri van Houwelingen (1983)
- Tour de Suisse : Hennie Kuiper (1976), Paul Wellens (1978) et Wilfried Wesemael (1979)
- Quatre Jours de Dunkerque : Gerrie Knetemann (1977), Frank Hoste (1982) et Leo van Vliet (1983)
- Paris-Nice : Gerrie Knetemann (1978)
- Tour de Romandie : Johan van der Velde (1978)
- Tour de Belgique : Gerrie Knetemann (1980)et Ad Wijnands (1981)
- Critérium du Dauphiné libéré  : Johan van der Velde (1980)
- Tour de Luxembourg : Bert Oosterbosch (1980)

### Championnats nationaux
- Championnats d'Allemagne de l'Ouest sur route : 2
  - Course en ligne : 1975 et 1976 (Dietrich Thurau)
- Championnats de Belgique sur route : 1
  - Course en ligne : 1982 (Frank Hoste)
- Championnats des Pays-Bas sur route : 7
  - Course en ligne : 1976, 1983 (Jan Raas), 1978, 1979 (Henk Lubberding), 1980, 1982 (Johan van der Velde) et 1981 (Jacques Hanegraaf)

## Bilan sur les grands tours
- Tour de France :
  - 8 participations (1976, 1977, 1978, 1979, 1980, 1981, 1982, 1983)
  - 56 victoires d'étapes :
    - 4 en 1976 : Gerben Karstens (2), Hennie Kuiper, contre-la-montre par équipes
    - 8 en 1977 : Dietrich Thurau (5), Gerrie Knetemann (2), Hennie Kuiper
    - 10 en 1978 : Jan Raas (3), Gerrie Knetemann (2), Paul Wellens, Klaus-Peter Thaler, Hennie Kuiper, Henk Lubberding, contre-la-montre par équipes
    - 6 en 1979 : Gerrie Knetemann (2), Jan Raas, Leo van Vliet, contre-la-montre par équipes (2)
    - 11 en 1980 : Jan Raas (3), Joop Zoetemelk (2), Gerrie Knetemann, Bert Oosterbosch, Henk Lubberding, Cees Priem, contre-la-montre par équipes (2)
    - 7 en 1981 : Ad Wijnands (2), Johan van der Velde (2), Urs Freuler, contre-la-montre par équipes (2)
    - 6 en 1982 : Gerrie Knetemann (2), Jan Raas, Frank Hoste, Ludo Peeters, contre-la-montre par équipes
    - 4 en 1983 : Bert Oosterbosch (2), Peter Winnen, Henk Lubberding

  - 1 victoire finale : 1980 (Joop Zoetemelk)
  - 7 classements annexes :
    - Classement du meilleur jeune : Dietrich Thurau (1977), Henk Lubberding (1978) et Johan van der Velde (1980)
    - Prix de la combativité  : Gerrie Knetemann (1977) et Paul Wellens (1978)
    - Classement par équipes : 1977 et 1983

- Tour d'Italie
  - 0 participation

- Tour d'Espagne
  - 1 participation (1976)
  - 8 victoires d'étapes :
    - 8 en 1976 : Dietrich Thurau (5), José De Cauwer, Hennie Kuiper, Gerben Karstens

  - 0 victoire finale
  - 1 classement annexe :
    - Classement par points : 1976 (Dietrich Thurau)